# Drapeau de l'Utah
 (mars 2024).
Le drapeau de l'Utah est le drapeau officiel de l'État américain de l'Utah. Il a été adopté en 2024 et se compose d'une ruche à l'intérieur d'un hexagone en référence au surnom de l'état « l'État de la Ruche », le tout au centre de trois bandes tricolores horizontales.

## Symbolisme
Le drapeau tricolore rouge, blanc et bleu fait référence aux couleurs du drapeau des États-Unis. En haut, une bande bleue symbolise le ciel et les lacs de l'Utah ainsi que les principes fondamentaux tels que la foi, la connaissance et la liberté. Elle imite également le fond bleu du drapeau historique de l'État. La bande blanche du milieu évoque la paix et est divisée en cinq pics, représentant les sommets enneigés des montagnes de l'Utah. En dessous, une bande rouge de canyon symbolise les paysages désertiques du sud de l'Utah et l'esprit de persévérance. Au centre du drapeau, un motif de ruche représente le caractère industriel de l'Utah et son surnom officiel, l'État de la ruche. L'hexagone doré ressemble à un nid d'abeille, représentant la force du peuple de l'Utah. La ruche dans l'hexagone symbolise l'industrie, la prospérité et l'unité. Sous la ruche se trouve une étoile à cinq branches, qui honore les cinq nations tribales originales de l'Utah, et fait également allusion à la 45e étoile de l'Utah sur le drapeau américain, représentant l'allégeance de l'État à la nation.

## Histoire
Le dessin du sceau a été adopté en 1850 par le territoire de l'Utah et modifié par l'artiste Harry Edwards quand l'Utah devint le 45e État de l'Union en 1896.

Drapeau du territoire de l'Utah
Drapeau de l'Utah de 1903 à 1904
Drapeau de l'Utah de 1904 à 1911
Drapeau de l'Utah de 1911 à 1913
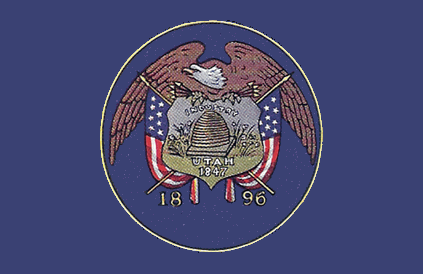
Drapeau de l'Utah de 1913 à 1922
Drapeau de l'Utah de 1922 à 2011
Drapeau de l'Utah de 2011 à 2024

Au cours de la 59e session législative de l'État en 2011, une résolution est adoptée exigeant des fabricants de drapeau de corriger une erreur retrouvée sur tous les drapeaux actuels de l'État de l'Utah. Celle-ci est née en 1922 lorsqu'un fabricant de drapeaux place au mauvais endroit l'année 1847, en la cousant juste au-dessus de l'année 1896, au lieu de la positionner correctement sur le bouclier. On pense que chaque drapeau fabriqué depuis 1922 utilise ce drapeau comme modèle, l'erreur subsistant alors depuis 89 ans. Un peu plus tard au cours cette même session de 2011, la House Bill adopte la législature faisant du 9 mars la journée annuelle du drapeau de l'État de l'Utah.

### Symbolisme du drapeau historique de l'État

Drapeau de l'Utah de 2011 à 2024.

Un pygargue, l'oiseau national des États-Unis représente la protection de l'Amérique. Les flèches dans les serres du pygargue représentent le courage pendant la guerre. Le lys sego est la fleur de l'État de l'Utah, elle représente la paix.
La devise de l'état est « Industrie » représentant le progrès, le travail, la ruche pour la communauté et qui est aussi le symbole traditionnel des Mormons.
Les drapeaux croisés de l'Union montrent le soutien de l'Utah à l'égard des États-Unis. Le nom, Utah apparaît sous la ruche. La date 1847 représente l'année où Brigham Young devient le premier mormon gouverneur de l'État de l'Utah. 1896 représente l'année où l'état fut admis dans l'Union. Le cercle d'or autour de sceau de l'État de l'Utah représente l'ordre éternel.
Le bouclier sous le pygargue représente la défense commune.

### Tentatives de modifications auXXIesiècle

Drapeau officiel commémorant les 125 ans de la naissance de l’État de l'Utah.
Drapeau choisi en janvier 2023.

En 2018, le représentant de l'État, Steve Handy, recommande une législation pour créer une commission d'examen du drapeau afin de demander l'avis du public sur l'opportunité de changer le drapeau actuel et de faire une recommandation aux législateurs. Le projet de loi intervient en même temps que celui pour changer le drapeau de Salt Lake City. En 2019, le représentant de l'État, Keven Stratton, parraine une législation distincte pour adopter un dessin de drapeau spécifique. Les législateurs s'opposent au projet de loi de Stratton, l'un comparant le design à un logo d'entreprise. Handy modifie son projet de loi pour que la commission recherche des conceptions auprès du public et le projet de loi est alors adopté par la State House,. Après le blocage du projet de loi de Handy au Sénat, il propose un autre projet en 2020, conservant cette fois le drapeau actuel comme « drapeau historique ». Le parrain du Sénat du projet de loi commande un ensemble de prototypes pour les législateurs.
En 2021, le sénateur de l'État Dan McCay soutient un projet de loi visant à créer un groupe de travail chargé d'évaluer la nécessité de repenser le drapeau de l'État de l'Utah. Le projet de loi désigne également un drapeau officiel pour commémorer le 125e anniversaire de la création de l'État de l'Utah. Le projet de loi a été adopté à la Chambre et au Sénat et est promulgué par le gouverneur Spencer Cox.
En 2022, le groupe de travail sur le drapeau de l'État de l'Utah reçoit les propositions de drapeaux du public. 5 703 dessins sont soumis, dont 2 500 ont été réalisés par des étudiants. En septembre, 20 conceptions de demi-finalistes sont présélectionnés et les Utahains sont invités à partager leurs commentaires. Au cours de cette période de commentaires d'un mois, 44 000 réponses sont récoltées. Le 10 novembre 2022, le groupe de travail soumet une proposition finale à la législature de l'État de l'Utah pour adoption en tant que drapeau officiel de l'État. Le 18 janvier 2023, la commission sénatoriale des affaires et du travail de l'Utah vote à 6 contre 1 pour faire avancer cette proposition au Sénat de l'État, McCay déclarant qu'il espère que le nouveau design du drapeau atteindra le bureau de Spencer Cox d'ici le 3 mars. Le 30 janvier 2023, le Sénat de l'Utah approuve le projet de loi 17-10, qui est soumis à la Chambre des représentants de l'Utah pour approbation. La proposition de drapeau est cependant légèrement modifiée : l'étoile à huit branches est remplacée par une étoile à cinq branches à la suite des réserves exprimées par les représentants amérindiens ont exprimé des réserves sur la première étoile, affirmant qu'elle ressemblait plus à un astérisque de loin. Le 2 mars 2023, la Chambre des représentants de l'Utah approuve le projet de loi 40–35 et le Sénat de l'État adopte le vote d'approbation 18–9, envoyant le projet de loi au bureau du gouverneur pour signature.
La loi est signée par le gouverneur Cox le 21 mars 2023 et entrée en vigueur le 9 mars 2024.